# 佐々木啓司
佐々木 啓司（ささき けいじ、1956年2月7日 - ）は、北海道美唄市出身の元アマチュア野球選手・現アマチュア野球指導者。

## 人物
- 駒澤大学附属岩見沢高等学校卒、駒澤大学卒。小学校で野球を開始、大学時代は準硬式野球部で主将・捕手だった。
- 1978年 - 母校でもある駒澤大学附属岩見沢高等学校に着任し、監督となり打力中心の「ヒグマ打線」を率いる。高校野球の監督としては1983年に第55回選抜高等学校野球大会に初出場ベスト8、1993年の第65回選抜高等学校野球大会でベスト4が最高成績、甲子園には春8回夏4回計12回出場した[4]。
- 2008年2月24日 - 監督就任30周年を記念し、公式ファンクラブ「竹栴会（ちくせんかい）」が設立された。
- 2008年4月8日 - 監督を退任。その後、高橋真次が監督に就任。
- 2014年 - 駒澤大学附属岩見沢高等学校の閉校により退職。同年、クラーク記念国際高等学校監督に就任した[5]。
- 2016年 - 第98回全国高等学校野球選手権大会に出場。同大会では次男・佐々木達也に監督を譲り部長に退く意向であったが、最終的には監督として出場。翌年以降も監督を続けている。

## 関連人物
- 本間満（第62回選抜高等学校野球大会時主将）
- 佐藤誠（第64回選抜高等学校野球大会出場・第65回選抜高等学校野球大会時主将）
- 古谷拓哉（第80回全国高等学校野球選手権大会・第71回選抜高等学校野球大会の主将）
- 佐々木達也（次男、駒大岩見沢高閉校時の監督・クラーク高現在の部長）
- 高橋真次（佐々木啓司辞任から佐々木達也就任まで駒大岩見沢高の監督を務めた）